# Tue-moi (film)
Pour les articles homonymes, voir Tue-moi (homonymie).
Pour plus de détails, voir Fiche technique et Distribution.
Tue-moi est un film dramatique français, allemand et suisse d'Emily Atef, sorti en 2012.

## Synopsis
La rencontre entre une fillette qui ne pense qu'à mourir et d'un homme qui cherche à tout prix à survivre.

## Fiche technique
- Titre : Tue-moi
- Réalisation : Emily Atef
- Scénario : Emily Atef & Esther Bernstorff
- Image : Stéphane Kuthy
- Musique originale : Cyril Atef et Manfred Eicher
- Production : NiKo Film (Nicole Gerhards), Wüste Film West (Hejo Emons, Stefan Schubert)
- Pays d'origine :  France,  Allemagne et  Suisse
- Durée : 91 minutes
- Date de sortie : 2012
- Format : couleur - 2.35:1 - Dolby SRD

## Distribution
- Maria-Victoria Dragus : Adèle
- Roeland Wiesnekker : Timo
- Wolfram Koch : Julius
- Christine Citti : Claudine

## Production

### Distribution des rôles
Maria Dragus a été choisie pour incarner Adèle à la suite de son rôle dans le film Le Ruban blanc pour lequel elle a remporté le Meilleur second rôle féminin à la cérémonie des Lolas.